# بادي ريان (ملاكم)
بادي ريان (بالإنجليزية: Paddy Ryan)‏ (15 مارس 1851 في جمهورية أيرلندا - 14 ديسمبر 1900 بنيويورك في الولايات المتحدة) هو ملاكم أيرلندي وأمريكي.

## روابط خارجية
- بادي ريان على موقع بوكس ريك (الإنجليزية) (registration required)